# Giraavaru (Kaafu)
Pour les articles homonymes, voir Giraavaru.

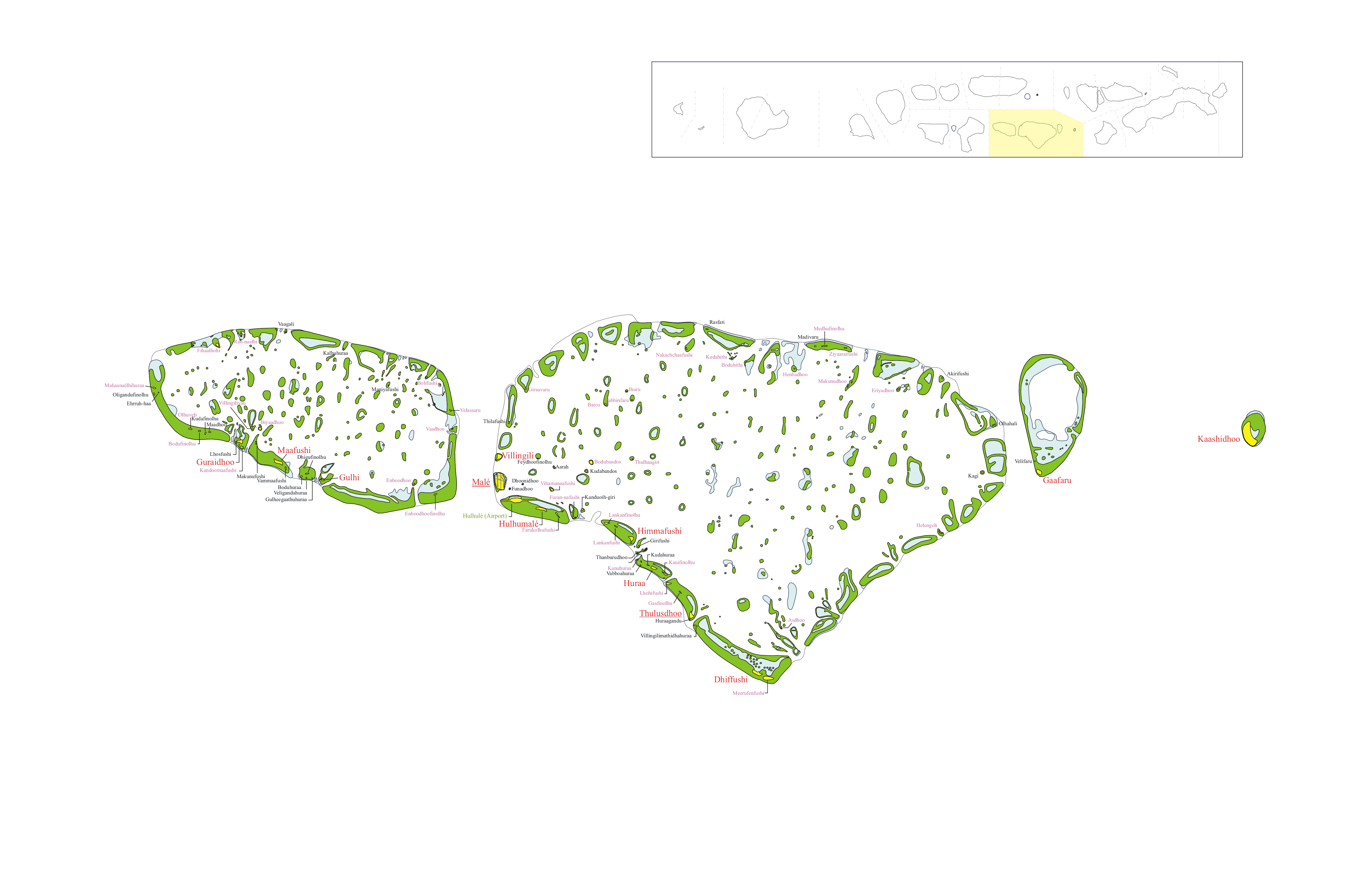

Giraavaru est une petite île inhabitée des Maldives. Elle constitue une des îles-hôtel des Maldives en accueillant le Giravaru Tourist Resort depuis 1980. Le nom de l'île signifie « (Communauté de) l'île qui s'érode ». L'île était jusque 1968 habitée par les Giraavaru, qui étaient une des communautés les plus puissantes des Maldives, d'origine tamoule. Ils ont depuis été déplacés d'île en île, sur Hulhulé puis Malé, et depuis pratiquement assimilés.

## Géographie
Giraavaru est située dans le centre des Maldives, dans le Sud-Ouest de l'atoll Malé Nord, dans la subdivision de Kaafu.